# 57e régiment d'infanterie coloniale
Pour les articles homonymes, voir 57e régiment.
Le 57e régiment d'infanterie coloniale (57e RIC) est une unité des troupes coloniales de l'armée française, qui a participe à la Première et à la Seconde Guerre mondiale.

## Création et différentes dénominations
- 22 mars 1915 - Création du 7e régiment mixte colonial
- 16 août 1915 - Devient le 57e régiment d'infanterie coloniale
- 1er février 1917 - Dissolution
- 4 septembre 1939 - Reconstitution du 57e régiment d'infanterie coloniale
- 1er mai 1940 - Devient le 57e régiment d'infanterie coloniale mixte sénégalais
- Juillet 1940 - Dissolution

## Historique des opérations

### Première Guerre mondiale

#### 1915
Le 7e régiment mixte colonial est créé le 22 mars 1915 avec :
- Un bataillon du dépôt du 7e régiment d'infanterie coloniale[réf. souhaitée]
- 8e bataillon de tirailleurs sénégalais[2]
- 12e bataillon de tirailleurs sénégalais[2]

Ses opérations sont les suivantes :
- 2 mai 1915 : Embarquement à Toulon pour la presqu'île de Gallipoli.
- Bataille des Dardanelles
- 7 mai 1915 : Combats du Kéréves Déré, puis organisation d'un secteur dans cette région.

Le régiment est renommé 57e régiment d'infanterie coloniale en août.
À partir du 17 août : 6e combat du Kéréves Déré, puis organisation d'un secteur dans cette région.
Évacuation de la presqu'île de Gallipoli et transport à Moudros.
Formation d'une brigade, au moyen d'éléments européens du corps expéditionnaire des Dardanelles stationnés à Moudros, Ténédos et Mytilène.

#### 1917
Il est dissous le 1er février 1917,.
- 15 avril : Bataille du Chemin des Dames[réf. nécessaire].

### Seconde Guerre mondiale
Le régiment est recréé le 4 septembre 1939 à Pamiers et est rattaché à la 7e division d'infanterie coloniale.
Mi-avril 1940, stationné au sud-ouest de Neufchâteau, il est renforcé par trois bataillons de tirailleurs sénégalais et devient un régiment d'infanterie coloniale mixte sénégalais (changement de nom le 1er mai). Du 23 au 27 mai 1940, le régiment participe aux assauts sur Amiens menés en vain par la 7e DIC.
Du 15 au 18 juin, le 57e RICMS bloque les assauts allemands sur la Loire à Châteauneuf-sur-Loire.
Le régiment est cité à l'ordre de l'armée pour son action lors des combats de 1940.

## Drapeau du régiment
Il porte les inscriptions:
- KEREVES-DERE 1915
- LA SOMME 1916

Le 2 avril 1945, le drapeau du 57e RIC est remis au régiment d'Afrique équatoriale française et Somalie. En 1965, il est remis au 57e régiment interarmes d'outre-mer stationné à Djibouti puis en 1979 au 57e bataillon de commandement et de soutien du Pacifique,.

## Récit
- Maurice Fombeure "Les godillots sont lourds" Récit autobiographique de la Seconde Guerre mondiale au sein du 57e RIC [12]

## Sources et bibliographie
- Historique du 57e régiment d'infanterie coloniale pendant la Grande guerre, Bordeaux, impr. de G. Delmas, 1920, 12 p., lire en ligne sur Gallica.